# Hors de combat
Hors de combat (letteralmente "fuori dal combattimento") è una locuzione francese usata in diplomazia e diritto internazionale per riferirsi a soldati che sono incapaci di svolgere le loro funzioni militari; ne sono esempi il pilota di caccia abbattuto, il malato, il ferito, il prigioniero o il soldato altrimenti impedito. Ai soldati hors de combat sono normalmente offerte speciali protezioni in conformità alle leggi di guerra, a volte ricomprendendo lo status di prigioniero di guerra.